# 95 (số)
95 (chín mươi lăm) là một số tự nhiên ngay sau 94 và ngay trước 96.

## Trong toán học
95 là:
- Số nửa nguyên tố thứ 30 phân biệt.
- Số 11-giác
- Số Thabit

## Trong thiên văn học
- Thiên thể Messier M95, thiên hà xoắn ốc có cấp sao biểu kiến bằng 11.0, nằm trong chòm sao sư tử

## Các cách dùng khác
- Số nguyên tử của nguyên tố Americium.
- Nằm trong trong tên phiên bản Windows 95.
- "95 Poems" (95 bài thơ) của E.E.Cummings.
- Bộ phim 95 Miles to go có sự góp mặt của Ray Romano.
- Điện thoại thông minh Nokia N95 của hãng Nokia.